# Suad Šehović
Suad Šehović (in montenegrino Суaд Шеховић; Bijelo Polje, 19 febbraio 1987) è un cestista montenegrino; ha un fratello minore, Sead, anch'egli cestista.

## Carriera
Con il Montenegro ha disputato i Campionati mondiali del 2019 e due edizioni dei Campionati europei (2013, 2017).

## Statistiche

### Eurolega
| Anno      | Squadra   | PG | PT | MP   | TC%  | 3P%  | TL% | RP  | AP  | PRP | SP  | PP  |
| --------- | --------- | -- | -- | ---- | ---- | ---- | --- | --- | --- | --- | --- | --- |
| 2018-2019 | Budućnost | 22 | 17 | 14,2 | 45,8 | 41,8 | 100 | 1,9 | 0,5 | 0,4 | 0,1 | 3,7 |
| Carriera  | Carriera  | 22 | 17 | 14,2 | 45,8 | 41,8 | 100 | 1,9 | 0,5 | 0,4 | 0,1 | 3,7 |

## Palmarès
- Campionato montenegrino: 6

Budućnost: 2013-14, 2014-15, 2015-16, 2016-17, 2018-19, 2020-21
- Coppa di Bosnia ed Erzegovina: 2

Bosna: 2009, 2010
- Coppa di Slovenia: 1

Union Olimpija: 2011
- Coppa del Montenegro: 10

Budućnost: 2014, 2015, 2016, 2017, 2018, 2019, 2020, 2021, 2022, 2023
- Lega Adriatica: 1

Budućnost: 2017-18